# Rhabdophis barbouri
Rhabdophis barbouri är en ormart som beskrevs av Taylor 1922. Rhabdophis barbouri ingår i släktet Rhabdophis och familjen snokar. Inga underarter finns listade i Catalogue of Life.
Denna orm är endast känd från en bergstrakt i provinsen Kalinga på norra Luzon (Filippinerna). Två exemplar hittades vid 850 meter över havet. Habitatet är inte dokumenterat. Honor lägger antagligen ägg.
Det är inget känt om populationens storlek och möjliga hot. IUCN kategoriserar arten globalt som otillräckligt studerad.